# Cantó de Villars-les-Dombes
El cantó de Villars-les-Dombes és una divisió administrativa francesa del departament de l'Ain. Té 25 municipis i el cap és Villars-les-Dombes.

## Municipis
- Saint-Marcel
- Birieux
- Bouligneux
- La Chapelle-du-Châtelard
- Lapeyrouse
- Marlieux
- Monthieux
- Villars-les-Dombes
- Saint-Germain-sur-Renon
- Saint-Paul-de-Varax

## Història
| Data d'elecció                           | Identitat        | Partit               | Qualitat |
| ---------------------------------------- | ---------------- | -------------------- | -------- |
| 1945-1979                                | Jean Saint-Cyr   | radical, després MRG |          |
| 1979-1982                                | Pierre Deplanche | RPR                  |          |
| 1982-1998                                | Paul Duperrier   | RPR                  |          |
| 1998-2004                                | Lucien Berger    | Divers gauche        |          |
| 2004-                                    | Georges Faverjon | Divers gauche        |          |
| les dades anteriors no són pas conegudes |                  |                      |          |
|                                          |                  |                      |          |

## Demografia
| A partir de 1990: Població sense dobles comptes |